# The Essentials (The Blues Brothers)
The Essentials è una raccolta dei The Blues Brothers pubblicata nel 2003.

## Tracce
1. Opening: I Can't Turn You Loose
2. Rubber Biscuit
3. Soul Man
4. Soul Finger/Funky Broadway
5. Do You Love Me/Mother Popcorn (You Got to Have a Mother for Me)
6. Riot in Cell Block Number Nine
7. Messin' With the Kid
8. (I Got Every Thing I Need) Almost
9. Who's Making Love
10. Gimme Some Lovin'
11. Everybody Needs Somebody to Love
12. Going Back to Miami

## Formazione
- "Joliet" Jake Blues – voce
- Elwood Blues – voce, armonica a bocca
- Matt "Guitar" Murphy – chitarra
- Steve "The Colonel" Cropper – chitarra
- Donald "Duck" Dunn – basso
- Paul "The Shiv" Shaffer – tastiere, cori
- Willie "Too Big" Hall – batteria
- Steve "Getdwa" Jordan – batteria, cori
- Lou "Blue Lou" Marini – sassofono
- Tom "Triple Scale" Scott – sassofono
- Tom "Bones" Malone – sassofono, trombone, tromba, cori
- Alan "Mr. Fabulous" Rubin – tromba, cori